# Enumeratie (datatype)
Een enumeratie of opsomming is een datatype in verschillende programmeertalen.
Variabelen van een enumeratietype kunnen een vaststaand aantal waarden aannemen, die met een identifier kunnen worden aangeduid.
Bijvoorbeeld (in C):
```
typedef
 
enum
 
{
 
rood
 
=
 
0
,
 
oranje
,
 
geel
,
 
groen
,
 
blauw
,
 
paars
 
}
 
kleur_t
;

kleur_t
 
kleur
 
=
 
rood
;

```

Bijvoorbeeld (in Pascal):
```
type

 
Tenum
 
=
 
{ rood, oranje, geel, groen, blauw, paars }
 
;

var

 
kleur_t
 
:
 
Tenum
 

begin
 

   
kleur_t
 
:=
 
rood
;

end
 
;

```

Bijvoorbeeld (in C#):
```
 
enum
 
Kleuren
 
{
 
Rood
,
 
Oranje
,
 
Geel
,
 
Groen
,
 
Blauw
,
 
Paars
 
};

 
Kleuren
 
kleur
 
=
 
Kleuren
.
Rood
;

```

Over het algemeen worden de waarden van een enumeratietype intern weergegeven door een (kleine) integer. In C kunnen enumeratiewaarden en integers makkelijk naar elkaar geconverteerd worden, en zijn de waarden uit het voorbeeld hierboven equivalent aan de integers 0 tot en met 5.
Het woord "enum" wordt binnen programmeeromgevingen veelvuldig gebruikt als afkorting.